# Soltanmuradlı
Soltanmuradlı è un comune dell'Azerbaigian situato nel distretto di İmişli. Conta una popolazione di 876 abitanti.